# Йона (пророк)
Вижте пояснителната страница за други значения на Йона.
Йона е пророк от Стария завет (описан в Книга на пророк Иона), който е най-известен с това че е бил погълнат от кит (или голяма риба) където преживял три дена и три нощи преди да бъде изплют от кита. Син е на Аматия. Живее в Гетефер – малък град в долната част на Галилея, на около пет километра от Назарет. На еврейски името Йон означава „гълъб“. 
Около 800 години преди Рождество Христово живял между израилтяните един човек на име Йона.
Преданието говори, че той бил син на сарептската вдовица, у която св. пророк Илия живял през време на глада. Него пророкът възкресил от мъртвите със силна молитва към Бога (3Царст. 17:17 – 24).
| „ | Той получил от Бога дара на пророчеството. В онова време жителите на големия град Ниневия прогневили Бога със своя беззаконен живот. И Бог заповядал на Йона да отиде в тоя град и да проповядва покаяние. Но Йона се уплашил, защото знаел, че ниневийците са свирепи хора. Казал си: - Ами ако жителите на Ниневия не повярват на моите думи и започнат да ме мъчат? В страха си Йоана забравил, че трябва да изпълнява безпрекословно заповедите на Господа, каквато и опасност да го застрашава. Силно смутен и развълнуван, той се качил на кораб и тръгнал в друга посока. Но Бог скоро го наказал за малодушието и непослушанието. Страшна буря се надигнала в морето. Корабът бил в голяма опасност. Езичниците, които се намирали в него изплашени почнали да призовават своите богове да ги спасят от смърт. Но бурята ставала все по-силна. Моряците почнали да изхвърлят в морето целия товар, та по тоя начин да облекчат кораба. В това време Йона спял спокойно на дъното на кораба. Няколко от езичниците отишли при него, събудили го и му казали: - Защо спиш? Не виждаш ли, че загиваме? Стани и моли своя Бог да ни спаси! Изправени пред голямата опасност да потънат заедно с кораба на дъното на морето, пътниците почнали да си говорят помежду си: - Навярно това бедствие ни е пратено за наказание на някого от нас. Да хвърлим жребие, за да узнаем кой между нас е грешният човек, който прогневил Бога! Сторили това. И жребият, по Божие определение, се паднал на Йона. Те заобиколили Йона и го запитали строго и гневно: - Кой си ти? Откъде си? Йона отговорил: - Аз съм служител Господен. Почитам Небесния Бог, Който сътворил небето и земята. Съгреших пред Него и сега бягам от лицето Му. Вземете ме и ме хвърлете в морето. Тъй ще утихне вълнението. Защото заради мене е пратена тая буря! Моряците се убедили, че не е възможно да се справят с бурята. Затова хванали Йона и го хвърлили сред вълните. Морето утихнало. Попаднал сред вълните, Йона бил погълнат от грамаден кит. По Божия воля той останал жив във вътрешността на кита три дни и три нощи. Изплашен, със сърдечни съкрушения извикал към Бога да го помилва и спаси. Господ се съжалил над него. След три дни китът го изхвърлил жив на брега. Видял се спасен, Йона започнал да се моли, да слави Бога и да Му благодари. И чул отново гласа на Господа: - Иди в Ниневия. И там проповядвай, което ти заповядах. Възвести на жителите Моята воля! Йона се отправил незабавно за Ниневия. Като пристигнал там, тръгнал из улиците и гръмогласно говорел на жителите, че след четиридесет дни Ниневия ще бъде разрушена, ако те не се покаят. Ниневийците повярвали на думите на пророка. Уплашили се и започнали да се каят за греховете си. Обявили пост. Възрастни и деца се облекли във вретища. Сам царят слязъл от престола си. Съблякъл разкошното си царско облекло. Облякъл се в прости дрехи и наложил на себе си и на всички жители строг пост: никой нищо не трябва да яде. Цели три дни всички се молели със съкрушение и смирение. Каели се за греховете си. Обещавали да се изправят. Бог видял тяхната скръб и тяхното покаяние. Смилил се над тях и по неизказаната Си благост ги простил. Йона прекарал три дни в Ниневия. Излязъл от града. Заселил се на една височина, близо до града, и оттам очаквал да види какво ще стане с града. Изтекъл предсказаният от него срок. Ниневия не била разрушена. Той се натъжил. Страхувал се, че ниневийци ще го сметнат за лъжлив пророк, и си позволил да роптае против Бога: - Не поради туй ли, Боже, аз се страхувах да възвестявам Твоята воля? Аз знаех, че ти си щедър, дълготърпелив, многомилостив, че при покаяние прощаваш греховете и отвръщаш гнева Си. Сега вземи душата ми: по-добре е да умра, отколкото да живея. Мястото, гдето се намирал Йона, било открито. Слънцето силно го напичало. Бог заповядал в една нощ да израсте за него растение, което го предпазвало със своята сянка от слънчевите лъчи. Йона си отдъхнал на сянка. Но в една нощ червей подял растението и то изсъхнало. Йона се огорчил отново. Тогава Господ казал: - Жал ти е за растението, за което не си се трудил и което не си отгледал, което в една нощ израстна и в една нощ пропадна. Аз ли да не пожаля Ниневия, тоя голям град, в който има повече от сто и двайсет хиляди души, които не могат да различат дясна ръка от лява – и много добитък? Йона се върнал в отечеството си. Но след това отишъл пак в Асирия, гдето и умрял. | “ |
| © Жития на светиите. Синодално издателство, София, 1991 година, под редакцията на Партений, епископ Левкийски и архимандрит д-р Атанасий (Бончев). | |   |